# Línea 1 (Buenos Aires)
La línea 1 es una línea de colectivos de Buenos Aires, operada por la empresa Transportes San Cayetano S.A.C. Esta línea une la Estación Morón en la Zona Oeste del conurbano bonaerense, con la Plaza Primera Junta en el barrio porteño de Caballito.

## Ramales y recorridos

### Ramal A: Estación Morón - Primera Junta
Ida a Primera Junta: Desde Crisólogo Larralde y Escalada por Crisólogo Larralde, Salta, General Munilla, Intendente Gaeberler, Donato Álvarez, Ricardo Balbín, Av. Perón, Doctor Luis Güemes, Virrey Liniers, Chile, Av. Perón, Florentino Ameghino, Emilio Mitre, Tres De Febrero, Macho Vidal, 9 de Julio, Leandro N. Alem, Doctor Gabriel Ardoino, Monteagudo, Av. Gaona, Monteagudo, Doctor Segurola, Almirante O'Connor, San Roque, Hipólito Yrigoyen, Santiago de Liniers, colectora sur Acceso Oeste, Chacabuco, Monseñor Bentivenga, Av. General Paz, colectora oeste Av. General Paz, cruce Av. General Paz a la altura de Ramón Falcón, colectora este Av. General Paz, Av. Rivadavia, ingreso a Centro de Transbordo Liniers altura Montiel, Salida Centro de Transbordo Liniers altura Carhué, Av. Rivadavia, ingreso a Centro de Transbordo Flores altura Quirno, salida altura de Culpina, Av. Rivadavia, Rosario, San José de Calasanz, Av. Rivadavia hasta Rojas.
Regreso a Estación Morón: Desde Rojas y Av. Rivadavia por Av. Rivadavia, ingreso a carriles exclusivos Centro de Transbordo Flores a la altura de Caracas, salida a la altura de Condarco, Av. Rivadavia, Ingreso a Centro de Transbordo Liniers altura Carhué, salida altura Montiel, Av. Rivadavia, cruce Av. General Paz, colectora oeste Av. General Paz, Ramón Falcón, Av. General Paz, Rampa de descenso Av. General Paz a la Av. Juan B. Justo, Av. Juan B. Justo, cruce Av. General Paz, colectora norte Acceso Oeste, Av. Gaona, Av. Perón, 9 de Julio. Leandro N. Alem, General Riccheri, Av. Perón, Alicó, colectora Autopista del Oeste, Presidente Santiago Derqui, Ricardo Balbín, Doctor Guillermo Rawson, Constituyentes, Leandro N. Alem, Cabildo hasta Crisólogo Larralde.

### Ramal B: Estación Morón - Primera Junta por Coto[2]
Ida a Primera Junta: Desde Crisólogo Larralde y Escalada por Crisólogo Larralde, Salta, General Munilla, Intendente Gaeberler, Donato Álvarez, Ricardo Balbín, Av. Perón, Doctor Luis Güemes, Virrey Liniers, Chile, Av. Perón, Florentino Ameghino, Emilio Mitre, Tres De Febrero, Macho Vidal, 9 de Julio, Leandro N. Alem, Doctor Gabriel Ardoino, Monteagudo, Av. Gaona, Monteagudo, Doctor Segurola, Almirante O'Connor, San Roque, Hipólito Yrigoyen, Carlos Pellegrini, colectora Acceso Oeste, 9 de Julio, Av. Gaona, Monseñor Bentivenga, Av. General Paz, colectora oeste Av. General Paz, cruce Av. General Paz a la altura de Ramón Falcón, colectora este Av. General Paz, Av. Rivadavia, ingreso a Centro de Transbordo Liniers altura Montiel, Salida Centro de Transbordo Liniers altura Carhué, Av. Rivadavia, ingreso a Centro de Transbordo Flores altura Quirno, salida altura de Culpina, Av. Rivadavia, Rosario, San José de Calasanz, Av. Rivadavia hasta Rojas.
Regreso a Estación Morón: Desde Rojas y Av. Rivadavia por Av. Rivadavia, ingreso a carriles exclusivos Centro de Transbordo Flores a la altura de Caracas, salida a la altura de Condarco, Av. Rivadavia, Ingreso a Centro de Transbordo Liniers altura Carhué, salida altura Montiel, Av. Rivadavia, cruce Av. General Paz, colectora oeste Av. General Paz, Ramón Falcón, Av. General Paz, Rampa de descenso Av. General Paz a la Av. Juan B. Justo, Av. Juan B. Justo, cruce Av. General Paz, colectora norte Acceso Oeste, Av. Gaona, Madero, Julio A. Roca, Reconquista, Carlos Pellegrini, colectora Acceso Oeste, 9 de Julio, Av. Gaona, Av. Perón, 9 de Julio. Leandro N. Alem, General Riccheri, Av. Perón, Alicó, colectora Autopista del Oeste, Presidente Santiago Derqui, Ricardo Balbín, Doctor Guillermo Rawson, Constituyentes, Leandro N. Alem, Cabildo hasta Crisólogo Larralde.

## Lugares de interés
- Universidad de Morón
- Hospital Interzonal General de Agudos Güemes
- Museo Histórico del Ejército
- Santuario San Cayetano
- Terminal de Ómnibus Liniers
- Teatro Gran Rivadavia
- Teatro de Flores
- Universidad de Flores
- Plaza Flores
- Basílica de San José de Flores
- Plaza Primera Junta